# Фик, Август
Фридрих Конрад Август Фик (нем. Friedrich Conrad August Fick; , 5 мая 1833, Петерсхаген — 24 марта 1916, Хильдесхейм) — немецкий филолог.

## Биография
Родился 5 мая 1833 года в Петерсхагене.
Большую часть жизни прожил в Гёттингене, где в университете изучал филологию под руководством Теодора Бенфея. С 1858 года работал учителем в местной гимназии; в 1869 году стал асессором[прояснить] Гёттингенской академии наук; в 1876 году назначен профессором сравнительной филологии Гёттингенского университета. Дерптским университетом 11 декабря 1873 года был признан почётным доктором сравнительной филологии.
Изучал этимологию индоевропейских языков, древнегреческий эпос. Главным его достижением является «Словарь индоевропейского языка» (1868), 2-е издание которого в 1870 году был издан как «Сравнительный словарь индогерманских языков» (3-е изд. — 1874—1876, в 4-х т.) — он считается первым полным сборником лексики, общей для всех индоевропейских языков.
В 1888 году переехал в Бреслау— профессором университета, где преподавал до 1891 года. Из-за слабого здоровья был вынужден оставить должность, но продолжал самостоятельные исследования, переехав в Хильдесхейм, где и умер 24 марта 1916 года.
По случаю своего 80-летия в 1913 году был избран иностранным членом Гёттингенской академии наук.